# Aconitum huiliense
Aconitum huiliense är en ranunkelväxtart som beskrevs av Hand.-mazz.. Aconitum huiliense ingår i släktet stormhattar, och familjen ranunkelväxter. Inga underarter finns listade i Catalogue of Life.